# Zhongshan Gongyuan
Zhongshan Gongyuan (chiń. 中山公园站) – stacja metra w Szanghaju, na linii 2, 3 i 4. Zlokalizowana jest pomiędzy stacjami Loushanguan Lu, Jiangsu Lu oraz Jinshajiang Lu i Yan’an Xi Lu. Została otwarta 28 października 1999.